# Alliance de la presse d'information générale
Pour les articles homonymes, voir AIPG et IPG.
L'Association de la presse d'information politique et générale (AIPG) est une association française créée en mai 2012, un syndicat patronal qui regroupe les éditeurs de quotidiens et de magazines d’information politique et générale (IPG) et un lobby.
Elle laisse place, en 2018, à l'Alliance de la presse d’information générale (Apig).

## Histoire

### Création
La présidente de l'AIPG est Nathalie Collin (coprésidente du directoire du groupe le Nouvel Observateur) ; elle est secondée par un vice-Président, Francis Morel (PDG du Groupe Les Échos), un secrétaire général : Louis Dreyfus (président du directoire du groupe le Monde), un secrétaire général adjoint : Bruno Lesouëf (directeur général des publications de Lagardère Active) et un trésorier : Georges Sanerot (président du directoire du groupe Bayard Presse).
Le conseil d’administration compte aussi parmi ses 13 membres Patrick Le Hyaric, directeur de L'Humanité.
L'AIPG se donne pour objectif de « renforcer le poids politique et la force de négociation économique de la presse IPG nationale – ainsi réunie pour la toute première fois de son histoire ». Le communiqué de lancement précise :

« Aux côtés des syndicats professionnels, cette association a vocation à participer à la concertation indispensable avec le nouveau gouvernement et l’ensemble des pouvoirs publics, pour avancer sur chacune des questions essentielles pour l’avenir de la presse nationale d’information politique et générale, dans un souci d’équilibre avec l’ensemble de la filière de la presse. L’un des enjeux les plus immédiats est de renforcer les conditions de la viabilité économique de la presse, dans un contexte où sa participation à l’intérêt général de notre société démocratique est essentielle, et s’accroît grâce au développement de son audience, notamment numérique. »

La naissance de l'association coïncide avec l'intensification en France du débat sur l'opportunité d'une « taxe Google » à laquelle de nombreux membres sont favorables, et s'inscrit dans un contexte plus général de crise du modèle économique des journaux - en particulier sur Internet[réf. souhaitée].
En février 2013, le président de la République François Hollande parraine la signature d’un accord entre l’Aipg et Google. Il prévoit de faciliter la « transition numérique » de la presse française, et un soutien de l'entreprise à celle-ci à hauteur de 20 millions d’euros par an pendant trois ans. L'accord, confidentiel, profite aux plus grands titres de presse et illustre, selon Mediapart, une collusion entre l'Aipg, le pouvoir politique et la multinationale.

### Alliance de la presse d’information générale (Apig)
Les adhérents de l'Alliance de la presse d’information générale (Apig) créée en 2018 regroupent 27 000 personnes, dont 10 000 journalistes, et regroupe près de 300 médias français : quotidiens nationaux et régionaux, presse hebdomadaire régionale.
Elle est présidée par Pierre Louette, PDG du groupe Les Échos - Le Parisien.
Syndicat professionnel, l'Apig est également un lobby,, qui déclare auprès de la Haute autorité pour la transparence de la vie publique exercer des activités de représentation d'intérêts pour un montant annuel compris entre 200 000 et 300 000 eurosen 2023.

## Accords et négociations avec les plates-formes numériques

### Google
L’APIG signe le 21 janvier 2021 un accord-cadre confidentiel avec Google, qui permet la conclusion de licences individuelles entre Google et chacun des éditeurs de presse de l'APIG. L'agence Reuters estime que l'accord-cadre prévoit que « Google versera 22 millions de dollars par an pendant trois ans à 121 publications d’information françaises nationales, régionales et locales après avoir signé des accords de licence individuels avec chacune. Le deuxième document serait un accord transactionnel en vertu duquel Google s’engagerait à verser 10 millions de dollars au même groupe en échange de l’engagement des éditeurs à ne pas engager de contentieux pendant la durée de l'accord ». Selon Mediapart, l'accord tournerait le dos à la loi récente sur les droits voisins de l'indexation des contenus, favoriserait l'adoption des services commerciaux de la multinationale — comme la fonctionnalité « s'abonner avec Google » —, et resterait très inéquitable.
Le Monde, Le Figaro, Libération, le Courrier international, L'Obs et L'Express concluent des accords particuliers avec Google en novembre 2020.
La décision de l'Autorité de la concurrence rendue en juillet 2021 à la suite d'une nouvelle saisine de l'APIG, conclut à un manque de bonne foi de la part de Google dans les négociations avec les entreprises de presse, notamment en refusant de rémunérer les titres ne bénéficiant pas de la qualification d'information politique et générale, et prononce une condamnation financière de 500 millions d'euros.
Le 3 mars 2022, l'APIG et Google annoncent un accord tenant compte des injonctions de l'Autorité de la concurrence (France) .

### Facebook
En octobre 2021, Facebook annonce la conclusion d'un préaccord avec les médias rassemblés au sein de l’Apig. Confidentiel, le contenu de l'accord serait révélé par La Lettre A : « les membres de l’Apig devraient se partager une enveloppe proche de 25 millions de dollars par an, soit plus de 22 millions d’euros, pour les trois prochaines années. Selon la Lettre A, seuls 5 millions de dollars par an seraient accordés par Facebook au titre du droit voisin. Le reste, environ 20 millions de dollars annuels, serait versé par le réseau social aux membres de l’Apig souhaitant alimenter avec leurs articles l’espace Facebook News »,,.

## Positions
L'APIG, syndicat patronal, prend position contre certains systèmes qui garantissent l'indépendance des rédactions, notamment celui qui, dans le cas d'un rachat du titre de presse, permet aux journalistes de quitter leur entreprise tout en touchant leurs indemnités de licenciement.
L'APIG s'oppose également, en 2024, au droit d'agrément des journalistes et à la proposition de loi sur l'indépendance des rédactions.